# Il Balletto di Bronzo
Il Balletto di Bronzo es un grupo italiano de rock que pasó de la psicodelia al rock progresivo, y que durante su primera etapa de existencia sólo grabó dos discos LP, y algunos discos sencillos.

## Historia
Su primera etapa abarca desde 1966 hasta 1970, año en que el grupo pasa sin pena ni gloria: graba apenas dos discos sencillos y un larga duración, Sirio 2222, álbum que mezcla los sonidos del blues, beat, pop y la psicodelia, y cuya canción título es una especie de fantasía futurística, acompañada con canciones sin mayor complicación y a veces incluso un poco ingenuas (naïves).
En 1972 grabarán, ya bajo la batuta del teclista Gianni Leone, quien provenía del legendario grupo Città Frontale, el disco que los convertiría en una leyenda: Ys.
Por su sonido ácido y sin concesiones, lleno de disonancias y piezas musicalmente conceptuales y sinfónicas, el disco tendrá una no muy buena recepción de mercado, y el grupo virtualmente desaparecerá, si bien alcanzarán a grabar otro sencillo en 1973, lo cual no bastará para sacarlos del anonimato, disolviéndose como agrupación en ese mismo año.
Tras la desaparición formal del grupo en 1972, no sería sino hasta finales del pasado siglo que Gianni Leone refundará el grupo para dar giras por el mundo, en particular en su natal Italia, y con sonado éxito, en Japón y en México, países donde el grupo es una auténtica leyenda y objeto de culto y reverencia, interpretando nuevamente su legendario disco de 1972, y agregando algunas nuevas composiciones muy en el estilo de su disco predecesor.
A la fecha no tienen contemplado la grabación de un nuevo disco.

## Ys. Una fantasía sinfónica
La transición de la psicodelia y el sonido ácido de Sirio 2222 al sonido abiertamente oscuro y de atmósferas enrarecidas de Ys no es algo tan extraño si se observan las trayectorias de otros grupos, que pasó del blues al rock progresivo, o Le Orme, que iba del pop al rock progresivo.
Ys se convirtió, desde el principio en una obra de difícil aceptación entre el público debido a sus progresiones melódicas que van del jazz al rock progresivo y al hard-rock, con una fuerte predominancia de teclados, la base sobre la cual se construye todo el disco. Como muchos discos conceptuales de la época, Ys toma una imagen futurística de la humanidad a partir de un modelo antiguo, en este caso, situada en la mítica ciudad bretona (Francia) Ys, desaparecida tras un maremoto. El personaje del disco es un ficticio último hombre sobre la tierra que sufre una suerte de viaje místico en tres encuentros que narran el estado de desesperación del planeta frente al egoísmo y el pragmatismo humano. Más allá del lugar común al que una y otra vez grupos de rock de toda ralea suelen usar al respecto, lo que hace memorable al disco es el sonido abiertamente disonante y de oscuras atmósferas, escasamente melódico, y de tensiones instrumentales entre el teclado, que fluye sobre el disco como un espectro, la batería, y la voz de Gianni Leone, como un agonizante y prolongado aullido sobre la tierra.
Pese a algunas semejanzas con otros artistas que usaron principalmente teclados en sus trabajos, como el caso de Keith Emerson, por su atmósfera oscura y disonante, Ys no se parece a prácticamente nada de lo que se hizo en aquel entonces, bien fuera en la Italia de los 70s, o en el rock progresivo continental europeo o inglés. El resultado fue uno de los discos más memorables del rock italiano de la época, una auténtica obra de culto que sólo tardíamente fue grabada, parcialmente, en inglés, sin el éxito del sonido original.

## Integrantes

### Formación original
- Marco Cecioni - voz
- Michele Cupaiolo - bajo
- Lino Ajello - guitarra
- Giancarlo Stinga - batería

Posteriormente Cecioni y Cupaiolo fueron sustituidos por:
- Vito Manzari - bajo
- Gianni Leone - teclados y voz

### Formación actual
- Gianni Leone - teclados y voz.
- Ivano Salvatori - bajo
- Riccardo Spilli - batería

## Discografía

### Sencillos
1. 1969 Neve calda/Cominciò per gioco
2. 1970 Sì mama mama/Meditazione
3. 1973 La tua casa comoda/Donna Vittoria

### LP

#### 1970 -Sirio 2222
1. Un posto
2. Eh eh ah ah
3. Neve calda
4. Ma ti aspetterò
5. Meditazione
6. Girotondo
7. Incantesimo
8. Ti risveglierai con me
9. Missione Sirio 2222

#### 1972 -Ys
1. Introduzione
2. Primo Incontro
3. Secondo Incontro
4. Terzo Incontro
5. Epilogo

#### 1990 -Il re del castello
Material inédito de 1969 y de 1970
1. Accidenti
2. Il re del castello
3. Neve calda
4. Accidenti
5. Nieve calda
6. Sì, mama mama
7. Eternità

#### 1992 -YS (Versión en inglés)
1. Introduzione
2. Secondo Incontro

#### 1999 -Trys
1. La discesa nel cervello
2. Tastiere isteriche
3. Marcia in sol minore
4. Donna Vittoria
5. Optical surf beat
6. Introduzione
7. Primo incontro
8. Secondo incontro
9. Terzo incontro ed epilogo
10. Technoage
11. Love in the kitchen

2023- Lemures
1. Incubo e succubo
2. Oceani sconosciuti
3. L'emofago
4. Napoli sotterranea
5. L'ombra degli Dei
6. Labyrinthus
7. Certezze fragili